# Железная дорога Ливерпуль — Манчестер
Железная дорога Ливерпуль — Манчестер (англ. Liverpool and Manchester Railway, L&MR) — железная дорога в Великобритании, регионе Северо-Западная Англия, между городами Ливерпуль и Манчестер. Это первая дорога в мире, на которой использовались исключительно паровые машины, никогда не применялась конная тяга и где курсирование поездов осуществлялось строго по расписанию. Первая в мире железная дорога с двумя путями на всём своём протяжении, первая в мире железная дорога, имеющая сигнализацию, и первая в мире стала использоваться для перевозки почты. Открыта 15 сентября 1830 года.

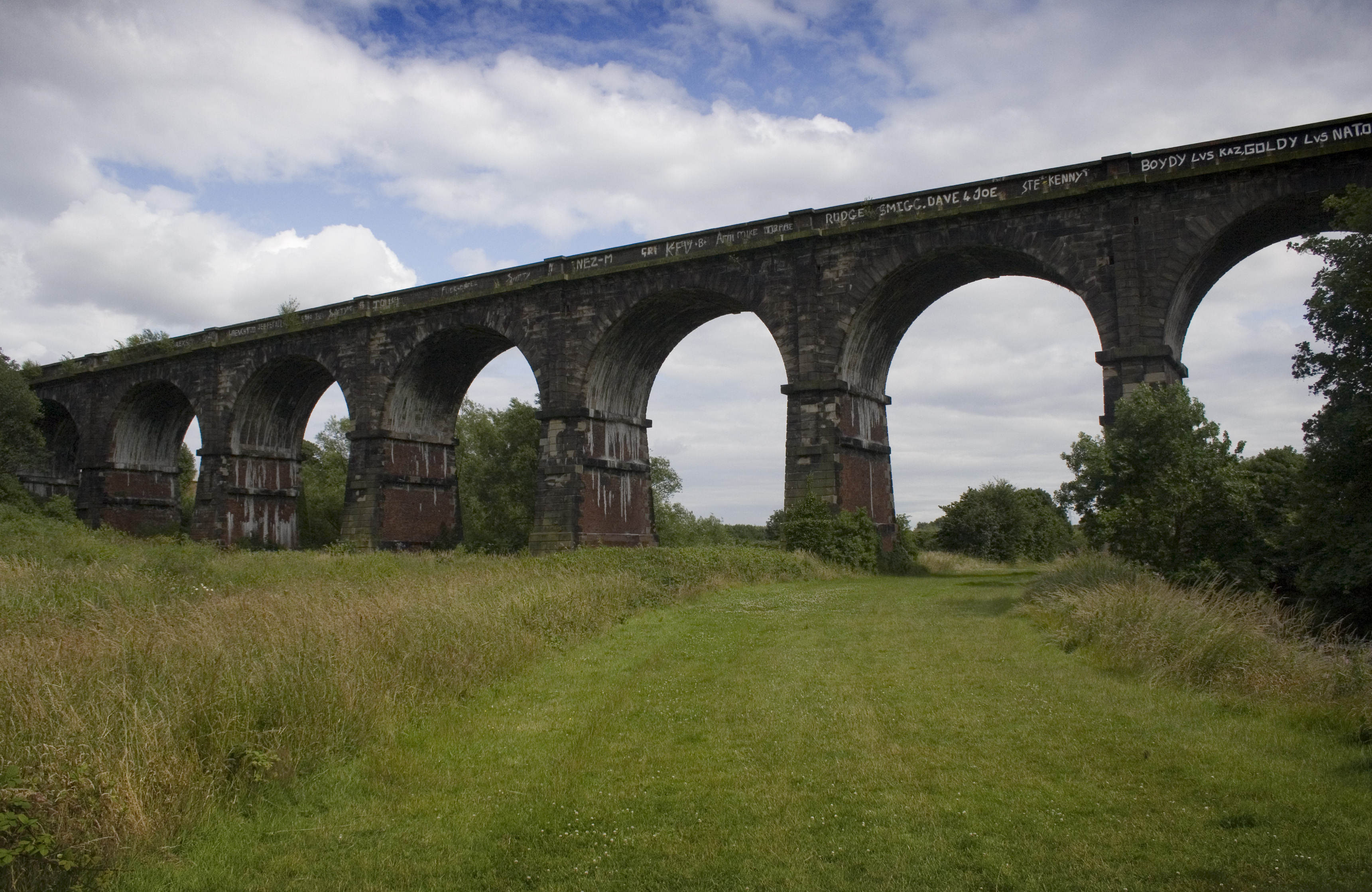
Виадук над долиной Sankey Brook

Железная дорога была построена для перевозки сырья и готовой продукции между морским портом в Ливерпуле и Манчестером, где имелось большое количество фабрик. Длина дороги составила 56 км. Ширина железнодорожной колеи — 4 фута 8½ дюймов (1435 мм) — стала стандартом Европейской колеи, которая в настоящее время, в той или иной степени, используется большинством стран мира.
Железнодорожная компания для строительства дороги была основана 24 мая 1823 года английским предпринимателем Генри Бутом. В качестве инженера-проектировщика он пригласил Джорджа Стефенсона. Финансирование осуществлялось путём выпуска акций. 29 октября 1824 года железнодорожная компания по строительству этой железной дороги выпустила свой первый проспект. Инженерное обеспечение дороги было передовым для того времени. Было построено 64 моста и виадука, а также тоннель длиной 2 км. Высота виадука над долиной Sankey Brook достигала 21,3 метра. Дорога была построена двухпутной.

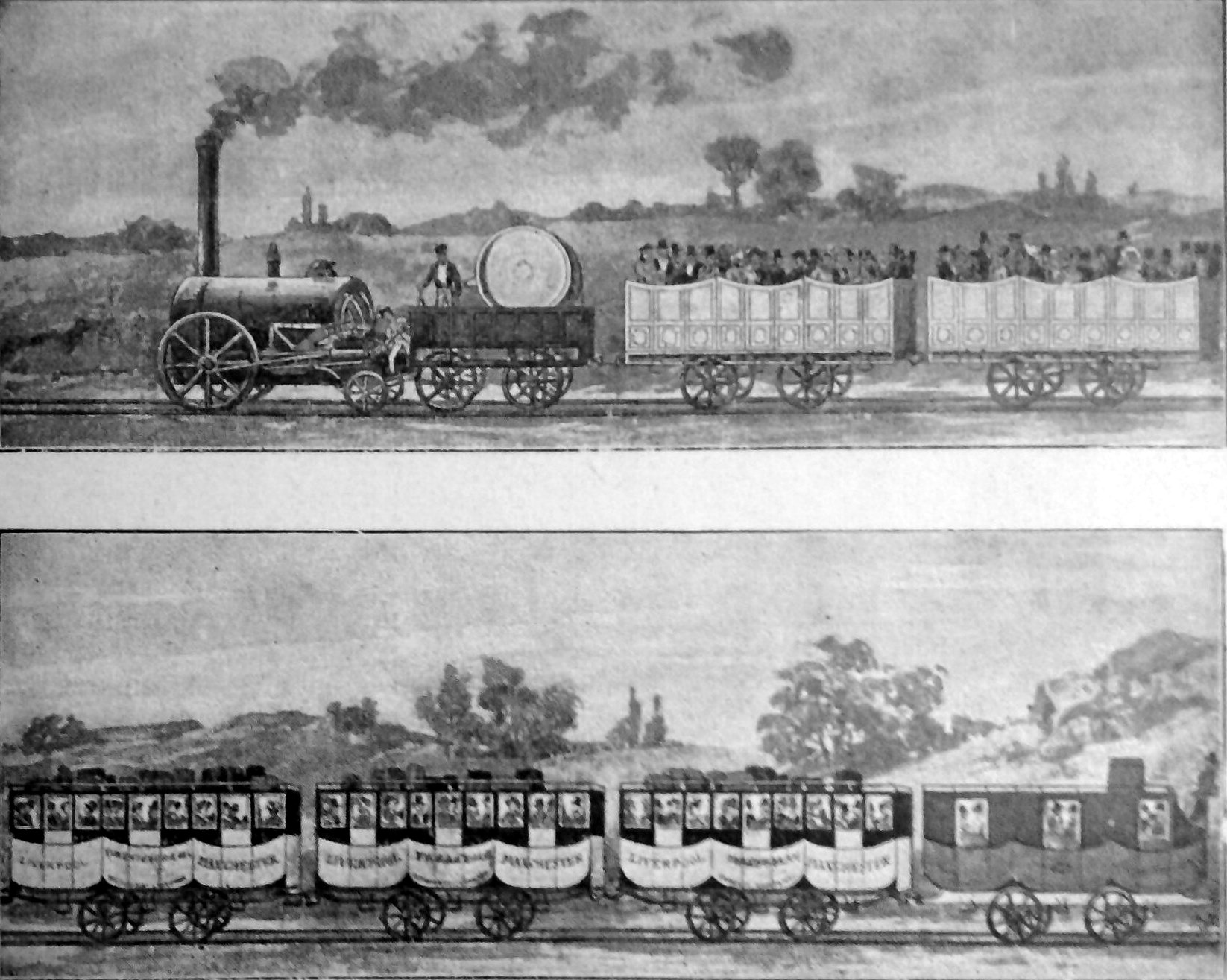
Пассажирские поезда на железной дороге Ливерпуль — Манчестер

Открытие дороги состоялось 15 сентября 1830 года. На этом событии депутат английского парламента Уильям Хаскиссон попал под поезд и умер 4 часа спустя от полученных травм; после этого стал знаменит, как первый в мире человек, погибший под колёсами поезда.
Тяга поездов на дороге изначально осуществлялась паровозами. Поезда курсировали со скоростью 27 км/ч. Локомотивы могли развивать более высокую скорость, однако она была ограничена из соображений безопасности. За первые три месяца эксплуатации было перевезено 71950 пассажиров, 2630 тонн угля, 1432 тонн других товаров, получен чистый доход в размере 14432 фунтов. Успех этой дороги предопределил начало «железнодорожной лихорадки» и в следующее десятилетие были построены тысячи километров железных дорог. Вскоре железная дорога Ливерпуль — Манчестер вошла в состав Grand Junction Railway.